# 木原庸佐
木原 庸佐（きはら ようすけ、1958年 - ）は、イラストレーター、キャラクターデザイナー。東京都出身。早稲田大学政治経済学部卒業。有限会社ケロケロキング代表取締役。
『ポンキッキーズ』（フジテレビ）発の人気キャラクター、『GO!GO!(ゴーゴー) コニーちゃん』や、『かいじゅうステップ ワンダバダ』（NHK Eテレ）シリーズなどを手掛ける。

## 来歴
早稲田大学漫画研究会出身。集英社『セブンティーン』、学年誌など雑誌のカットやイラストから活動を開始。
フジテレビのステーションブレイクに採用された「ウクレレマン」から映像分野へのキャラクター制作を開始。1994年、『ポンキッキーズ』に提供したキャラクター、「GO! GO! コニーちゃん」で広く名を知られるようになる。
テレビゲームの制作にも進出し、『ケロケロキング』シリーズ（バンダイ）を制作。
2006年に『ほぼ日刊イトイ新聞』の企画「男子あみぐるみ部」参加。これをきっかけに、あみぐるみキャラクターによるアニメーション、あみぐるみウクレレデュオ「U900（ユーキューヒャク）」を自主制作。
2011年から2013年まで、ホーム社のwebサイト『ねこまんWEB』とその後継『ぷら@ほ～む』で漫画『おおきなネコとちいさなケロレッティ』を連載。ホーム社の関連企業の集英社から電子書籍で単行本化されている。
2019年、円谷プロダクションの『ウルトラQ』に登場する怪獣キャラクターをきはら流にデザインしたキャラクタープロジェクト、『かいじゅうステップ』シリーズの制作に携わる。その後、Eテレでミニアニメ化。
2021年夏頃に、上條淳士の漫画が原作のアニメ『TO-Y』のキャラクターを、木原の手によって大幅かつ大胆にアレンジされた『ケロトーイ』が、クラウドファンディングで有名なCAMPFIREを使用し、クラウドファンディングプロジェクトでアニメ化された。このクラウドファンディングプロジェクトに参加した人がアニメの声優として登場できた。クラウドファンディングの声優として参加したのは、天塚ぬん、嘉数希龍、3104、永田 宏樹（敬称略）の4名。 2021年秋頃にクラウドファンディング参加者特典としてDVD配布され、2022年に一般向けに吉祥寺レコードでDVDが発売された。協力は小学館クリエイティブ、バンダイ。

## 円谷プロダクションクリエイティブジャム50
円谷プロダクションクリエイティブジャム50木原は、きはらようすけ名義で参加。『ほぼ日刊イトイ新聞』の企画「男子あみぐるみ部」での経験を活かし、『ウルトラQ』に登場する怪獣、ガラモン、カネゴン、ケムール人をあみぐるみで表現した作品を発表。ガラモーンズと命名する。